# Диалекты белорусского языка

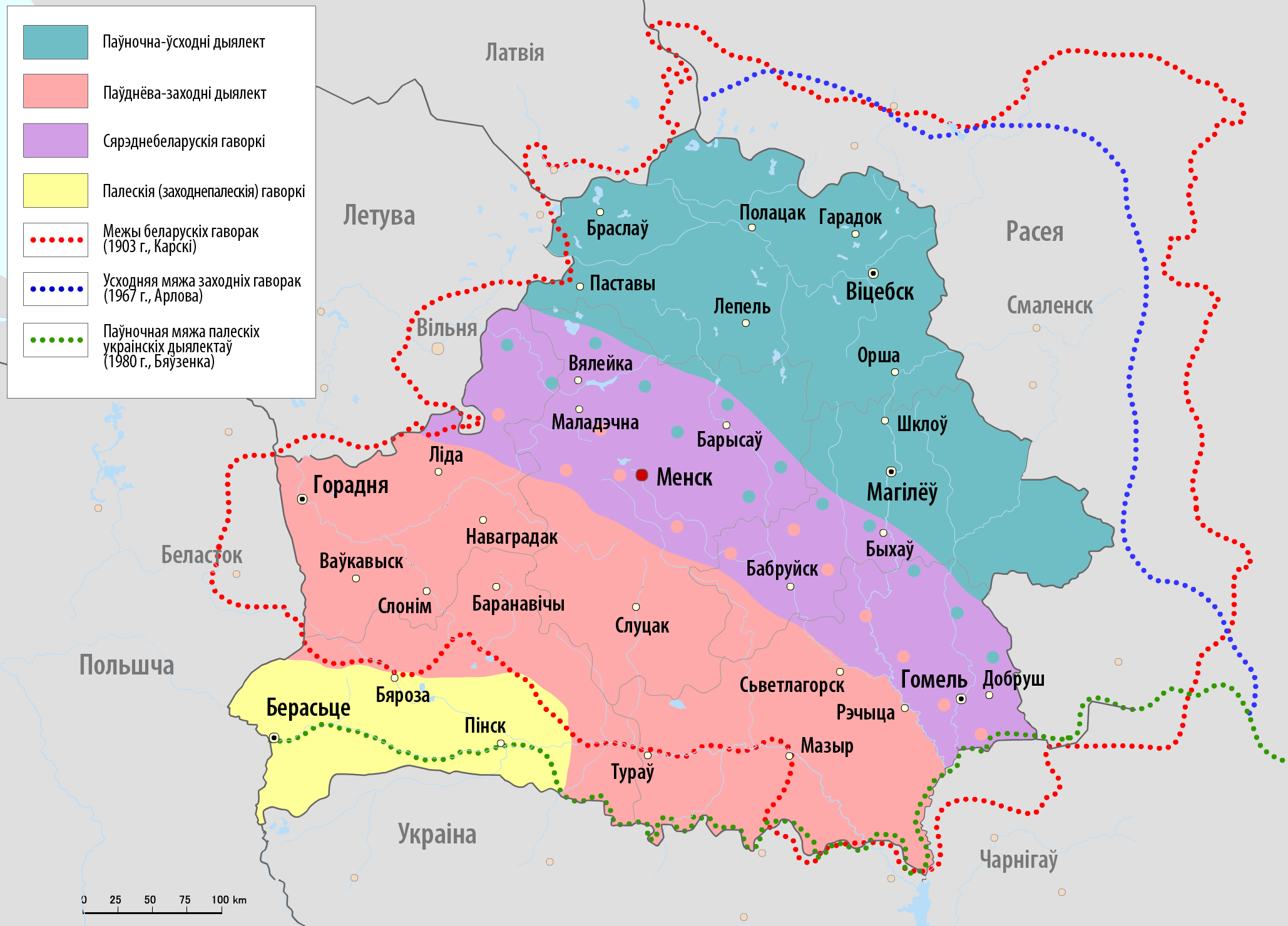
Диалекты белорусского языка:
Северо-восточный
Юго-западный
Среднебелорусские говоры
Полесские (западнополесские) говоры
Линии:
Граница белорусских говоров (1903, Карский)
Восточная граница западной группы русских говоров (1967, Захарова, Орлова)
Граница белорусских и украинских говоров (1980, Бевзенко)

Белорусский народно-диалектный язык подразделяется учёными на два основных диалекта: северо-восточный и юго-западный, которые разделяются переходными среднебелорусскими говорами. Говоры белорусского народно-диалектного языка отличаются друг от друга характером аканья, наличием твёрдого «Р» во всяком положении, или в известных только условиях, или смешением твёрдого «Р» с мягким, наличием или отсутствием дифтонгов, дзеканья и цеканья, смешения «Ч» и «Ц» и так далее, а также представляют переходные говоры по соседству с полесскими украинскими и южнорусскими.
Огромный вклад в изучение особенностей говоров белорусского языка внес академик Российской Императорской Академии наук Евфимий Карский. После окончания Второй мировой войны Институтом языкознания Академии наук БССР совместно с Белорусским Государственным Университетом и педагогическими институтами Беларуси было организовано подробное и систематическое изучение говоров белорусского языка в границах Беларуси. На основе собранных материалов был составлен подробный «Диалектологический атлас белорусского языка», «Лингвистическая география и группировка белорусских говоров», не все языки мира и даже не все языки Европы имеют такой подробно и хорошо зафиксированный научный труд в области диалектологии. Комплекс этих научных трудов был удостоен Государственной премии СССР 1971 года. В 1993—1998 годах вышел пятитомный «Лексический атлас белорусских народных говоров», авторы которого были удостоены Государственной премии Республики Беларусь 2000 года в области науки и техники.

## Классификация белорусских диалектов
В белорусском языке выделяют следующие диалекты и группы говоров:
- Северо-восточный диалект — Витебская область, северо-восток и центральная часть Могилёвской области
  - Витебско-могилёвская группа говоров
    - Витебские говоры — восток Витебской области
    - Восточно-могилёвские говоры — восток и часть центра Могилёвской области

  - Полоцкая группа говоров — западная и центральная части Витебской области и северо-запад Могилёвской области
- Среднебелорусские говоры — полоса через север Гродненской, центр Минской, юго-запад Могилёвской и северо-восток Гомельской областей
- Юго-западный диалект — Гродненская область, юг Минской области и Гомельской области
  - Гродненско-барановичская группа говоров — Гродненская область и север Брестской области
  - Слуцко-мозырская группа говоров
    - Слуцкие говоры — юг и юго-восток Минской области, Гомельская области
    - Мозырские говоры — юг Гомельской области
- Западнополесская группа говоров — юго-запад Брестской области